# Бібліотека імені Андрія Малишка
Бібліотека ім. А.Малишка (Київ) Дніпровського району м. Києва.

## Адреса

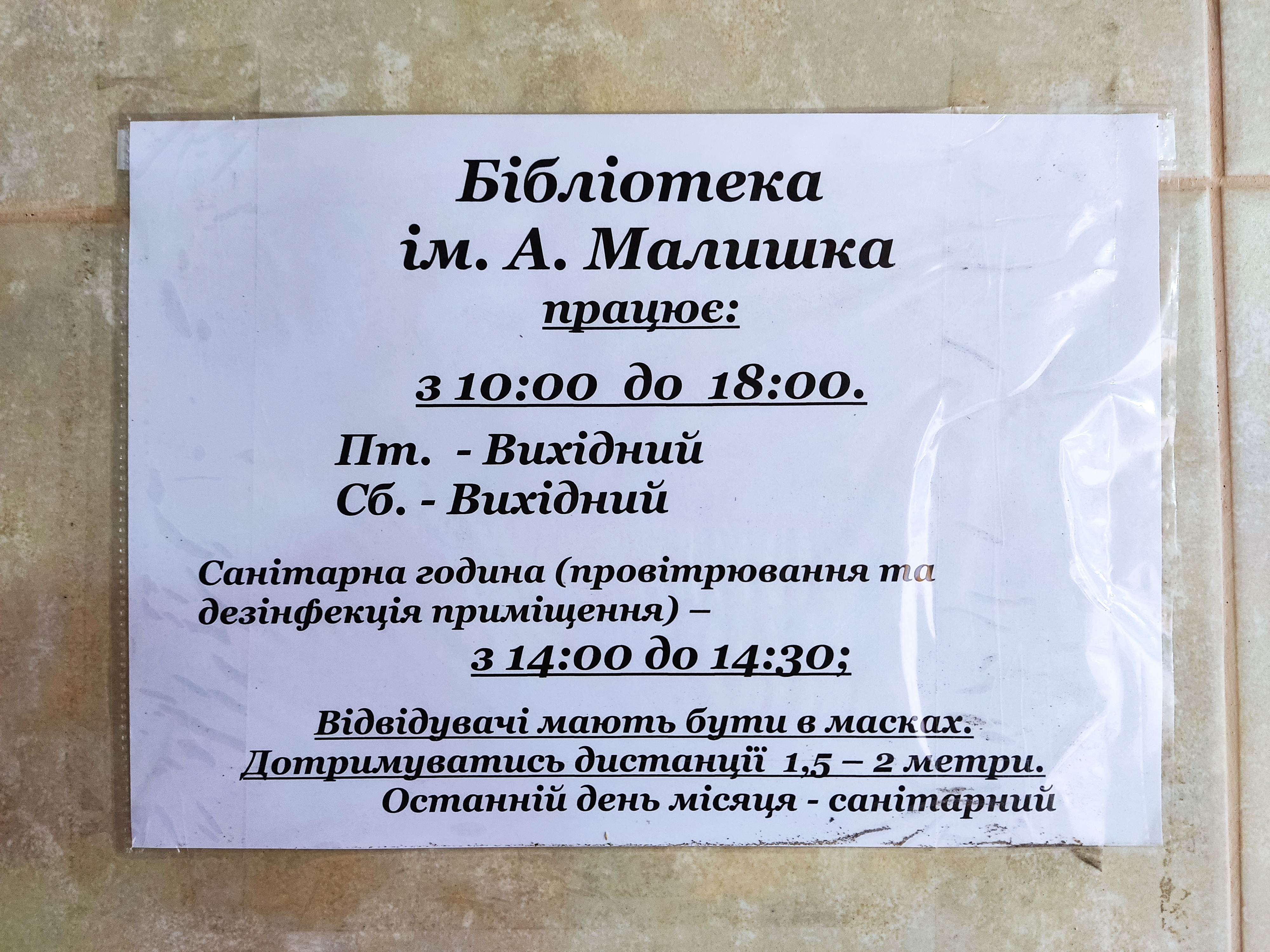

02206 м.Київ вул. Миропільська, 19
Працює: понеділок-четвер — з 10-00 до 18-00;
неділя — з 10-00 до 18-00;
п'ятниця, субота — вихідні;
останній день місяця — санітарний.
https://web.archive.org/web/20120313054325/http://dniprolib.com.ua/lib0/liblib/9-lib6.html

## Характеристика
Площа приміщення бібліотеки - 426,8 м², бібліотечний фонд - 24000 тис. примірників. Щорічно бібліотека обслуговує 2,8 тис. користувачів, кількість відвідувань за рік - 18 тис., книговидач - 52 тис. примірників.

## Історія бібліотеки
Бібліотека заснована в листопаді 1966 року. 1967 року їй присвоїли ім'я «Бібліотека ім. 50-річчя Радянської України». З 1991 року бібліотека зареєстрована як бібліотека-філія № 2. 2009 року бібліотеці присвоєно ім'я  українського поета Андрія Самійловича Малишка. Попри поважний вік, бібліотека дуже популярна серед молоді.